# Ню-Олесунн-Гамнераббен
Аеропорт Ню-Олесунн-Гамнераббен (норв. Ny-Ålesund flyplass, Hamnerabben; ICAO: ENAS) — аеропорт за полярним колом в арктичній провінції Свалбар (архіпелаг Шпіцберген), Норвегія. Аеропорт є власністю Уряду Норвегії. Обслуговує науково-дослідну спільноту в найпівнічнішому постійному поселенні світу Ню-Олесунн. Не має регулярних авіарейсів.

## Авіакомпанії та напрямки
| Авіакомпанія  | Пункт призначення |
| ------------- | ----------------- |
| Lufttransport | Лонг'їр           |